# Басіл (Луїзіана)
Басіл (англ. Basile) — місто (англ. town) в США, в окрузі Акадія штату Луїзіана. Населення — 1214 особи (2020).

## Географія
Басіл розташований за координатами 30°29′8″ пн. ш. 92°36′4″ зх. д. / 30.48556° пн. ш. 92.60111° зх. д. (30.485511, -92.601020).  За даними Бюро перепису населення США в 2010 році місто мало площу 3,00 км², уся площа — суходіл.

## Демографія
Згідно з переписом 2010 року, у місті мешкала 1821 особа в 581 домогосподарстві у складі 399 родин. Густота населення становила 606 осіб/км².  Було 693 помешкання (231/км²).
Расовий склад населення:
| - 71,1 % — білих - 18,8 % — чорних або афроамериканців - 1,0 % — азіатів - 0,1 % — корінних американців - 7,6 % — осіб інших рас |

До двох чи більше рас належало 1,4 %. Частка іспаномовних становила 13,8 % від усіх жителів.
За віковим діапазоном населення розподілялося таким чином: 22,8 % — особи молодші 18 років, 65,3 % — особи у віці 18—64 років, 11,9 % — особи у віці 65 років та старші. Медіана віку мешканця становила 33,4 року. На 100 осіб жіночої статі у місті припадало 137,1 чоловіків;  на 100 жінок у віці від 18 років та старших — 147,1 чоловіків також старших 18 років.
Середній дохід на одне домашнє господарство  становив 53 188 доларів США (медіана — 33 500), а середній дохід на одну сім'ю — 45 151 долар (медіана — 33 333). Медіана доходів становила 46 094 долари для чоловіків та 20 361 долар для жінок. За межею бідності перебувало 38,4 % осіб, у тому числі 50,4 % дітей у віці до 18 років та 30,7 % осіб у віці 65 років та старших.
Цивільне працевлаштоване населення становило 563 особи. Основні галузі зайнятості: мистецтво, розваги та відпочинок — 20,4 %, освіта, охорона здоров'я та соціальна допомога — 19,4 %, сільське господарство, лісництво, риболовля — 18,7 %.